# Samantha Bond
Pour les articles homonymes, voir Bond.
Samantha Bond, née le 27 novembre 1961 à Londres, Angleterre (Royaume-Uni) est une actrice britannique.
Elle est notamment connue pour avoir interprété les rôles de Miss Moneypenny dans plusieurs films de James Bond aux côtés de Pierce Brosnan, et de Lady Rosamund Painswick dans la série télévisée Downton Abbey.

## Biographie
Samantha Bond s'est prononcée pour l'assistance au décès ; elle regrette de n'avoir pu aider sa mère à mourir d'un cancer en 2000.

## Filmographie
Sauf indication contraire, les informations mentionnées dans cette section peuvent être confirmées par les bases de données cinématographiques IMDb et Allociné,  présentes dans la section « Liens externes ».

### Cinéma
- 1989 : Erik le Viking de Terry Jones : Helga
- 1995 : GoldenEye de Martin Campbell : Miss Moneypenny
- 1997 : Demain ne meurt jamais de Roger Spottiswoode : Miss Moneypenny
- 1998 : What Rats Won't Do d'Alastair Reid : Jane
- 1999 : Le monde ne suffit pas de Michael Apted : Miss Moneypenny
- 2001 : The Children's Midsummer Night's Dream de Christine Edzard (en) : Hippolyta (voix)
- 2002 : Meurs un autre jour de Lee Tamahori : Miss Moneypenny
- 2004 : Blinded (en) d'Eleanor Yule (en) : Caroline Lamar
- 2004 : Yes de Sally Potter : Kate
- 2004 : Le Fil de la vie d'Anders Rønnow Klarlund (en) : Eike (voix)
- 2008 : A Bunch of Amateurs (en) d'Andy Cadiff : Dorothy Nettle
- 2019 : Cold Blood Legacy : La Mémoire du sang de Frédéric Petitjean
- 2022 : Traqués de Tommy Boulding
- 2025 : Downton Abbey 3 de Simon Curtis : Lady Rosamund Painswick

### Télévision

#### Téléfilms
- 1986 : The Understanding de David Cunliffe (en) : Kate
- 1991 : The Black Candle de Roy Battersby (en) : Bridget Mordaunt
- 1992 : Thacker de Richard Spence (en) : Ginny Morgan
- 1995 : Under the Moon de Paul Harrison : Francesca Jenson
- 1996 : Emma de Diarmuid Lawrence : Mrs Weston
- 1997 : Breakout de Moira Armstrong : Dr Lisa Temple
- 1997 : The Ruby Ring de Harley Cokeliss : Mary Spencer
- 1997 : Mr. White Goes to Westminster de Guy Jenkin (en) : Helen Nash
- 2000 : The Bookfair Murders de Wolfgang Panzer : Marsha Hillier
- 2001 : The Hunt de Piers Haggard : Lady Patricia Whitton
- 2001 : L'Experte (The Bombmaker) de Graham Theakston : Patsy
- 2007 : Clapham Junction d'Adrian Shergold : Marion Rowan
- 2007 : Consenting Adults (en) de Richard Curson Smith : Jill Wolfenden
- 2007 : Fanny Hill de James Hawes (en) : Madame Coles
- 2011 : London's Burning : Officier de police
- 2017 : A Royal Winter d'Ernie Barbarash : Reine Beatrice de Calpurnia

#### Séries télévisées
- 1983 : Mansfield Park (mini-série) : Maria Bertram / Maria Rushworth
- 1985 : Miss Marple : Julia Simmons (1 épisode)
- 1985 : Theatre Night (en) : Rose Trelawny (1 épisode)
- 1987 : Rumpole of the Bailey (en) : Liz Probert (saison 4)
- 1989 : Screen One (en) : Sue (1 épisode)
- 1989 : The Ginger Tree (mini-série) : Mary MacKenzie
- 1990 : 4 Play : Lee (1 épisode)
- 1990 : Hercule Poirot : Stella Robinson  (1 épisode)
- 1992 : Inspecteur Morse : Helen Marriat (1 épisode)
- 1994 : Screen Two (en) : Sally (1 épisode)
- 1995 : Tears Before Bedtime (mini-série) : Sarah Baylis
- 1995 : Ghosts (en) : Maddy (1 épisode)
- 1996 : In Suspicious Circumstances : Daisy Holt (1 épisode)
- 1997 : Family Money : Isabel (1 épisode)
- 1997 : Les Piégeurs : Carol Mason (1 épisode)
- 1998-2000 : The Bill : Mary McMahon (3 épisodes)
- 2000 : Brand Spanking New Show : Divers personnages (12 épisodes)
- 2001-2002 : NCS: Manhunt (en) : Sergent-détective Maureen Picasso (3 épisodes)
- 2001 : Kavanagh : Sarah Swithen (1 épisode)
- 2001 : Inspecteur Barnaby (série télévisée) - Saison 4 - épisode 2 : L'Ange destructeur : Suzanna Chambers
- 2001-2011 : Inspecteur Barnaby : Divers personnages (3 épisodes)
- 2003 : The Canterbury Tales (mini-série) : Jane Barlow (1 épisode)
- 2004-2006 : Donovan : Kate Donovan
- 2004 : The Murder Room (mini-série) : Caroline Dupayne
- 2005-2008 : Distant Shores (en) : Lisa Shore
- 2007 : Mobile (en) (mini-série) : Rachel Wesy
- 2007 : Meurtres à l'anglaise : Vivienne Oborne (1 épisode)
- 2007-2008 : The Sarah Jane Adventures : Mrs Wormwood (3 épisodes)
- 2007-2014 : Outnumbered : Angela (10 épisodes)
- 2008 : Hotel Babylon : Caroline (1 épisode)
- 2009 : Lark Rise to Candleford (en) : Celestia Brice Coulson (1 épisode)
- 2009 : Miss Marple - saison 4, épisode 4 Pourquoi pas Evans ? : Sylvia Savage (1 épisode)
- 2009 : Heartbeat (en) : Sylvia Swinton (1 épisode)
- 2009 : The Queen (docufiction) : Élisabeth II (1 épisode)
- 2010 : Flics toujours : Anne Gorton (1 épisode)
- 2010-2015 : Downton Abbey : Lady Rosamund Painswick (18 épisodes)
- 2013 : Playhouse Presents : Femme (1 épisode)
- 2015-2016 : A chacun(e) sa guerre :  Frances Barden
- 2016 : Les Enquêtes de Murdoch : Lady Suzanne Atherly (2 épisodes)
- 2017 : A Royal Winter (de) : Beatrice
- 2018 : The Queen and I (en) : Élisabeth II
- 2019 : Affaires non classées (Silent Witness) : DS Hannah Quicke
- 2020 : Meurtres au paradis : Joanne Henderson (saison 9, épisode 5)

## Distinctions

### Nominations
- Satellite Awards 2005 : Meilleure actrice dans une mini-série ou un téléfilm pour Home Fires
- Screen Actors Guild Awards 2017 : Meilleure distribution pour une série télévisée dramatique pour Downton Abbey

## Voix françaises
- Dorothée Jemma dans Erik le Viking (1989)
- Brigitte Virtudes dans (4 films) :
  - GoldenEye (1995) : Miss Moneypenny
  - Demain ne meurt jamais (1997) : Miss Moneypenny
  - Le monde ne suffit pas (1999) : Miss Moneypenny
  - Meurs un autre jour (2002) : Miss Moneypenny